# Papillon
Papillon je francouzské psí plemeno, jehož název by se v češtině dal přeložit jako "motýlek" kvůli svým uším, které jsou jeho výrazným znakem.

## Historie
Za zemi původu plemene Malý kontinentální španěl byly stanoveny Francie a Belgie. Ve francouzštině se tohle plemeno nazývá "epagneul", což znamená španěl. První vyobrazení podobného španěla je známo z fresky Ambrogia Giotta v kostele v Assisi z roku 1290. Na obrazech je pes vyobrazen jako pes malého vzrůstu, barvou i stavbou těla, osrstěním i nesením ocasu jednoznačně podobný dnešním phalénům. V Itálii tenhle pejsek patřil neodmyslitelně ke šlechtě a dvoru. Odtud se s největší pravděpodobností rozšiřoval dále. Itálie se tedy považuje za kolébku těchto španělů. Historická díla zabývající se loveckou kynologií uvádějí, že byl v Itálii původně chován jako lovecký slídič na koroptve, křepelky i zajíce. Pro tuhle práci byl však příliš malý, a tak se dostal z psinců do stavení a získal si oblibu urozených dam. Další ze sérií obrazů jsou obrazy od malíře Sasetta ze Sieny (1392-1450) nazvané "Život svatého Antonína", kde je opět vyobrazen pes podobný dnešním phalénům. Podobně sochař Verocchio (1436-1488) několikrát ve svých dílech představuje tohoto malého psa. Velkým přítelem plemena byl i Tizian, který tyto psy namaloval jak u známé vévodkyně Eleonory Gonzagy Urbinské, tak i u pozapomenuté, nahé Venuše Urbinské.
Od roku 1540 se začínají španělé objevovat na obrazech francouzských umělců. Nejprve na obraze dcery Marguerity de Valois od malíře Cloueta. Po létech se opět jedna z princezen, Marie Medicejská, vdává za Jindřicha IV. Svatební obraz, jenž byl dílem Rubense, ji znázorňuje společně s jejím španělem, stejně se jeho portrét objevuje na obraze Narození Ludvíka XIII. I známí psíci Inez a Mimi neméně známé madame Pompadour byli nepochybně předchůdci dnešních phalénů. Později se dcera Marie Terezie, královna Marie Antoinetta, ani na chvíli neodloučila od svého trpasličího španěla. Tři sta let, až do francouzské revoluce, byli trpasličí španělé neodmyslitelným doplňkem francouzských králů. Ve Švýcarsku je první zmínka o papillonovi datovaná rokem 1564. Tehdy Tobias Stimmer namaloval ženu Jacoba Schwytzera,v jejímž náručí byl pes větší velikosti, ale typem a hnědobílou barvou odpovídající dnešnímu trpasličímu španělovi. Jedním z nejhezčích obrazů, kde je tento salonní pes znázorněn, je Antoin Pesne, který v roce 1740 namaloval pruskou královnu Sophii Dorotheu. V rakouském Schönbrunnu, slavném sídle císařovny Marie Terezie, najdeme její portrét s manželem, dětmi a s hrajícími si dvěma trpasličími španěly.
Po francouzské revoluci došlo k útlaku šlechty a současně bylo téměř dokonáno vymření trpasličích španělů. Teprve na konci 19. století se někteří nadšenci ve Francii a Belgii zabývali záchranou plemene a začali rozvíjet jeho cílený chov. Standard plemene byl písemně poprvé předložen v roce 1905. V první polovině 20. století se organizovaný chov papillonů uskutečňoval pouze v Belgii a Francii. Až ve dvacátých létech byli první, velmi typičtí představitelé, importovaní do Anglie. Tato linie zde založila prakticky celý, dnes velmi úspěšný a pravděpodobně nejrozšířenější chov papillonů. Po druhé světové válce se papillon rozšířil prakticky do celého světa.
V bývalém Československu, ale převážně na území Čech, začal chov papillonů v roce 1985. Prvního papillona importoval z Anglie p. Goliáš z Ratenic a byla jí fena Crisayne of Golden Girl of Ringlands z nejuznávanějšího chovu v Anglii. Fena bohužel při prvním porodu uhynula a v chovu působil pak pouze syn Crisayne – Amigo Aldajan. V červnu 1985 dovezla paní Hana Holá typickou černobílou fenu s lysinkou – Donnu Rositu Fleur de Lis z dánského chovu paní Lis Sharwany. V roce 1986 byl do Československa dovezen Mimarton Quixotic of Ringlands pana Goliáše. Chovatelská činnost byla zastřešena Exotic klubem a později v roce 1994 Klubem chovatelů málopočetných plemen. V roce 2010 byl založen Klub Malého kontinentálního španěla ČR.

### Papillon a phaléne
V dřívější době měli všichni trpasličí španělé bezvýhradně zavěšené ušní boltce. Až od roku 1700 se začínají objevovat malby znázorňující tohoto psíka, ale již se vzpřímenýma ušima. Je velmi pravděpodobné, že právě v té době začal chov papillonů s velkýma, šikmo do stran postavenýma ušima, které připomínají křídla motýla. Původně nebyl velký rozdíl mezi papillonem a phalénem a do roku 1969 bylo křížení obou variet povoleno. Poté až do roku 1984 byl vydán zákaz FCI nakolik se nerodili jenom phaléni a papilloni, ale i psi s bočně odstávajícíma ušima či ušima vztyčenýma, ale s překlopenou špičkou. Opětovné povolení obou variet bylo FCI povoleno v roce 1984.

## Standard plemene

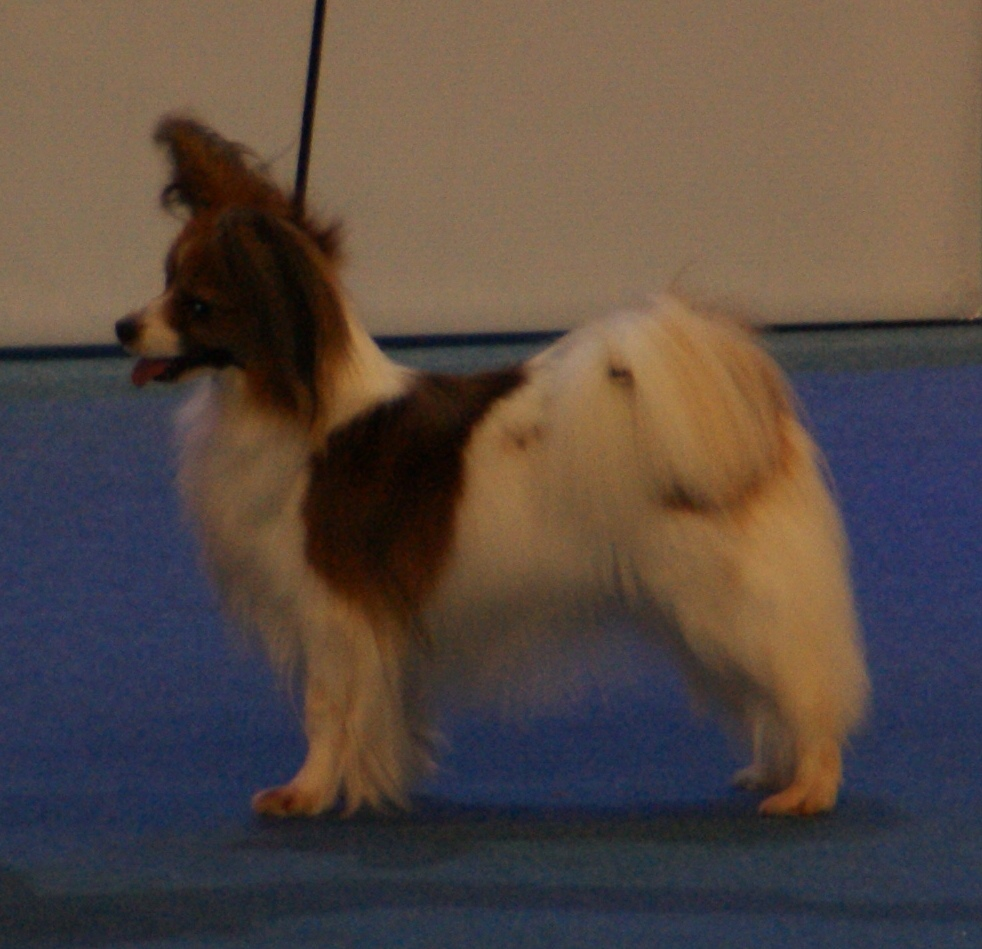
Výstavní postoj papillona

Malý kontinentální španěl je pes s normální harmonickou stavbou těla, dlouhosrstý, s mírně delším čenichem, který je kratší než lebka. Španěl je živý, půvabný, a přesto silný, s hrdým chováním a nenuceným a elegantním pohybem. Tělo je o něco delší než vyšší. Hlava je v poměru k tělu normálních proporcí a poměrně lehčí a kratší než u velkých a středních španělů. Lebka nesmí být z profilu příliš oblá. Čenich je kratší než lebka, jemný, špičatý a z boku nepříliš vykrojený, není zdvižený. Nosní hřbet je rovný a navazuje na lebku se značně zdůrazněným stopem. Ušní boltce jsou tenké, ale pevné. U obou variet (papillon i phalén) se nesmí chrupavka při pohmatu rukou směrem ke špičce ztenčovat. Uši jsou nasazeny dosti vzadu na hlavě, s dostatečným odstupem od sebe tak, aby byl dobře viditelný lehce zaoblený tvar lebky. Uši phaléna jsou v klidu nasazeny zřetelně výš než je linie očí, visící, a přesto velmi pohyblivé. Jsou pokryty zvlněnou srstí, která bývá mnohdy velmi dlouhá a dodává psovi hezký vzhled. Uši papillona jsou vysoko nasazeny s dobře rozevřenými boltci, směřujícími šikmo do stran. Vnitřní středová linie boltce tvoří úhel asi 45 stupňů horizontálně. Ucho nesmí stát kolmo a jakkoli se podobat uchu špice. Vnitřní stranu boltce pokrývá jemná, lehce zvlněná srst, z níž ta nejdelší mírně přesahuje okraj ucha. Vnější strana ucha je silně pokryta dlouhou srstí, která podél okraje vytváří výrazné třásně. Osrstění španěla je lesklé, bohatá srst bez podsady je lehce zvlněná, ne však kudrnatá!, nepříliš měkká, spíše pružná s hedvábným leskem. Vlas je tenký, lehce zvlněný a ploše ukořeněný. Srst je krátká na obličeji a mozkovně a na přední straně končetin, středně dlouhá na těle. Na krku tvoří dlouhá srst límec a bohatou náprsenku přecházející na hruď. Na uších a na zadní straně předních končetin tvoří srst dlouhé praporce. Velmi dlouhá srst na zadní straně stehen tvoří lehce zvlněné, poddajné kalhoty. Srst mezi prsty je jemná, zdůrazňuje štíhlost tlapky a opticky ji prodlužuje. U malého kontinentálního španěla jsou povoleny všechny barvy na bílém podkladě. Na trupu a končetinách musí bílá barva v poměru k ostatním převládat. Žádoucí je bílá, více, či méně široká lysina na hlavě. Obě variety mají nádherný volný pohyb, který působí hrdým dojmem s elegantním krokem.

## Povaha papillona
Hlavní črtou papilloní povahy je ohromná vitalita, radost ze života, hravost a zároveň jde o citlivé zvířátko, které se dokáže vcítit do nálady svého majitele a jeho rodiny a sdílí s rodinou nejenom radost, ale i smutek. Papillon je kontaktní zvířátko, je velmi milé, otevřené a díky vysoké inteligenci se velice rychle učí, čemuž pomáhá i vrozená zvědavost. Papillon je velmi společensky založený, potřebuje být milován a v blízkém kontaktu se svou rodinou. Miluje pozornost a má rád děti a je s nimi ochotný provádět jakoukoliv šaškárnu. Ale jako většina malých plemen velice těžce nese hrubé zacházení, necitlivou manipulaci velmi malých dětí. Papillon se správnou povahou není agresivní ani bázlivý, je inteligentní, zvídavý, temperamentní a milující pohyb.

## Péče o zevnějšek
Papillon není příliš náročný na úpravu zevnějšku. Od jara do podzimu koupeme dle potřeby, ale ne častěji než jednou za měsíc, od prosince do března koupeme jenom jestli je to nezbytně nutné. Koupáním srst odmastíme a ta ztratí přirozenou impregnaci, která chrání psa proti prochladnutí. U papillona, kterého nechrání před nepřízní počasí podsada, je i tato přirozená mastná ochrana srsti přínosem. Na koupání používáme kvalitní šampóny s přídavkem kondicionéru nebo po vykoupání použijeme přípravek pro snadné rozčesání. Zvykneme-li štěňátko na denní péči o srst, stačí dospělého papillona pročesat tak 1-2x týdně. Pozornost věnujeme pouze praporcům těsně za ušima, které jsou velmi jemné a mají sklony plstnatět. Papillon nevyžaduje střihovou úpravu ani žádné pudry. Vadí-li nám srst mezi prsty, můžeme ji zespodu lehce přistřihnout. Nesmíme však ostříhat srst, která roste zvnějšku a přesahuje drápy – ta dotváří standardem požadovanou zaječí tlapku. Protože má papillon srst bez podsady, srst velice rychle promokne až na kůži a v chladném počasí hrozí prochladnutí, je vhodné pejska obléct do nepromokavé pláštěnky nebo v případě nízkých teplot do teplého kabátku. Pravidelnou pozornost stejně jako u jiných plemen věnujeme očím, zubům, uším a drápům.

## Zdraví papillona
Plemeno Malý kontinentální španěl se všeobecně řadí mezi plemena, která nejsou větší měrou zatížena závažnými genetickými onemocněními. Sledování zdraví jedinců chovaných v České republice je nedílnou součástí zvyšování kvality chovu v rámci chovných jedinců. Proto již většina chovatelů testuje své jedince na dědičné onemocnění: PRA, DOV, PL a další.

## Výchova a sporty
Papillona lze vychovávat a cvičit po dobrém a pozitivními metodami. Hrubým chováním, křikem nic nedocílíme. Právě naopak. Nejčastěji provozovanou sportovní disciplínou s papillony je agility. Papillony lze vidět i v jiných oblastech sportu: obedience, dogdancing, coursing, flyball, stopování atd.